# Capsicum tovarii
Capsicum tovarii ist eine Wildart aus der Gattung Paprika (Capsicum), die bisher nur in den Tälern des Mantaro-Flusses in der Region Huancavelica (Peru) gefunden wurde. Sie wurde 1983 erstmals botanisch beschrieben.

## Beschreibung

### Habitus und Blätter
Capsicum tovarii ist ein mehrjähriger, sommergrüner Halbstrauch, der Wuchshöhen von bis zu ein Meter erreichen kann, kletternd oder kriechend wächst und sympodial verzweigt. Die wechselständig stehenden Laubblätter sind eiförmig-lanzettlich, 3,5 bis 8,2 lang, 1,2 bis 3,8 cm breit; die Oberseite ist unbehaart oder nur leicht behaart und die Unterseite ist leicht behaart. Der ganzrandige Blattrand ist mit einreihig stehenden, strichborstenartigen Trichomen versehen, an der Blattspitze spitz zulaufend bis angespitzt, an der Basis leicht spitz zulaufend. Die Blattaderung ist gefiedert, in den Achseln der Aderung der Blattunterseite ist eine zottige Behaarung zu finden. Der Blattstiel ist leicht rinnenförmig und 1 bis 3 cm lang.

### Blüten
Die Blütezeit von Capsicum tovarii liegt im Mai. Die radiärsymmetrischen Blüten sind eingeschlechtig oder zwittrig. Die becherförmige Kelchröhre ist 1,3 bis 1,9 × 1,8 bis 2,6 mm groß, die fünf mit einem Häutchen verwachsenen Kelchzipfel sind variabel zwischen 0 und 1,3 mm Länge. Der gesamte Kelch ist unbehaart oder schwach flaumhaarig. Die glockenförmige Krone wird 4,4 bis 8,5 mm breit, die Kronblätter sind violett und cremefarben oder komplett cremefarben, mit je zwei grünen Punkten an der Basis des Kronblattes. Die Spitze der Kronblätter ist zum Teil hakenförmig umgebogen, der Rand ist unterschiedlich stark warzig. Die fünf nach außen gewendeten Staubblätter sind auf dem gleichen Radius wie die Kronblätter angeordnet und mit ihnen alternierend und dorsal fixiert. Die Theken der Antheren sind parallel angeordnet. Zwei Fruchtblätter sind zu einem Fruchtknoten verwachsen, der 0,9 bis 2,6 lang und 0,9 bis 1,5 mm breit ist, vier bis acht Samenanlagen enthält und gegenläufig ist, der Griffel ist verschiedengestaltig und 1,5 bis 7,6 mm lang. Die Narbe ist keulenförmig oder zwei- bis vierlappig.

### Früchte
Die an 1 bis 2 cm langen Stielen sitzenden Früchte sind rote, scharfe, kugelförmige Beeren mit einer Größe von 4,4 bis 7,6 × 4,2 bis 7,3 mm Durchmesser. Wie bei vielen Wildarten der Gattung Capsicum lösen sie sich bei Reife leicht vom Kelch. Die ohrförmigen Samen sind 3,5 bis 4,5 mm lang, cremefarben, mit gerillter bis netzartiger, leicht warziger Oberfläche. Die Früchte der Pflanze werden gesammelt und als Gewürz verwendet, die Lokalnamen sind Mukúru oder Mucuru-uchu.

### Chromosomenzahl
Die Chromosomenzahl beträgt 2n = 24.

## Habitat
Die Funde von Pflanzen der Art beschränken sich vor allem auf xerophytische, mittelgebirgische Gebiete, wo sie mit verschiedenen Säulenkakteen und Bombax ruizii zu finden sind.

## Systematik
Innerhalb der Gattung Capsicum gehört die Art zu der Gruppe mit einer Chromosomenzahl von 2n=24. Untersuchungen des Karyotyps platzieren die Art nahe zu Capsicum eximium, Capsicum cardenasii und Capsicum pubescens. Diese Arten ähneln sich durch teilweise bis komplett lila-violette Blüten sowie bräunliche bis schwarze nierenförmige oder unregelmäßig geformte Samen. Mit Ausnahme der großen und farblich variablen Früchte von Capsicum pubescens besitzen alle Arten kleine, rot gefärbte, kugelförmige Früchte. In Kreuzungsversuchen konnte jedoch keine der drei verbleibenden Arten der Gruppe erfolgreich mit Capsicum tovarii gekreuzt werden. Phylogenetische Untersuchungen der DNA zeigten jedoch eine enge Verwandtschaft zwischen Capsicum pubescens und Capsicum tovarii, wohingegen Capsicum eximium und Capsicum cardenasii weiter von Capsicum pubescens gestellt wurden. Erfolgreiche Kreuzungsversuche wurden jedoch mit Capsicum baccatum und Capsicum praetermissum durchgeführt.

## Botanische Geschichte
Die erste Pflanze der Art wurde am 14. April 1954 von Oscar Tovar in der Nähe des Tal des Mantaro-Flusses in einer Höhe von 2000 bis 2200 Metern gefunden. Weitere Funde stammen ebenfalls aus diesem Tal und lagen in einer Höhe von 850 bis 2000 Metern, auch in der Provinz Andahuaylas, Departement Region Apurímac wurden Pflanzen der Art gefunden. Ohne eine Artbeschreibung zu veröffentlichen, benutzte Charles B. Heiser 1976 erstmals den Namen Capsicum tovari, in Anlehnung an den Entdecker der ersten Vertreter der Art. Die Erstbeschreibung mit dem den ICBN-Regeln entsprechenden Art-Epitheton tovarii stammt von W. Hardy Eshbaugh, Paul G. Smith und Daniel L. Nickrent aus dem Jahr 1983.